# Pica de Horadic
La Pica de Horadic és una muntanya de 2.116 metres que es troba entre els municipis de Canejan, a la comarca de la Vall d'Aran i França.